# Bones (Editors)
Bones is de vijfde single van het album An End Has A Start van de indie rockband Editors. De single wordt alleen uitgebracht in continentaal Europa en wordt uitgegeven onder het label PIAS. Dit wordt gedaan om de band te promoten toen ze in juli in het voorprogramma van REM stonden. Het is samen met "The Weight Of the World" een van de eerste nummers van An End Has A Start die de band live speelde. Ze speelden het nummer al in 2006.
De videoclip van deze single is enigszins anders dan de voorgaande vier singles van het album An End Has A Start. Deze singles waren namelijk geproduceerd en opgenomen in de studio of op locatie. "Bones" echter, is een samenstelling van fragmenten uit hun Europese tour van 2008.
Op 20 juni 2008 stond het nummer op 1 in de Kink 40 van Kink FM.

## Tracks
1. "Bones" - 4:06